# 二重真理
二重真理（にじゅうしんり）とは、相矛盾する二つの命題が、一方が哲学の原理で真理であれば、真理であり、他方も宗教的信条によって真理であれば、真理であるという立場である。二重真理説とも。

## 歴史
二重真理説は、ラテン・アヴェロイズムの信奉者によってキリスト教世界にもたらされ、度重なる異端宣告を受けるに到った。